# Política de separación de familias inmigrantes en los Estados Unidos
La política de separación de familias inmigrantes en los Estados Unidos consiste en un conjunto de centros de detención para infantes que se ha implementado como medida de contención a la migración ilegal en donde son separados los hijos de inmigrantes que son capturados a su llegada a Estados Unidos de América.

## Antecedentes
En 2014, durante la presidencia de Barack Obama, cientos de niños fueron fotografiados dentro de jaulas de detención en Nogales, Arizona.  A los niños se les aislaba por edad y sexo en 2014.
El 25 de enero de 2017, Trump ordenó la construcción de un muro en la frontera entre Estados Unidos y México para impedir la entrada de inmigrantes indocumentados desde América Latina. El muro todavía no se ha empezado a construir, debido a que no hay fondos destinados en ese proyecto. Este y otros hechos como la intención de Estados Unidos de renegociar el Tratado de Libre Comercio de América del Norte, afectaron las relaciones entre ambos países y desataron una crisis diplomática.

## Implementación
En abril de 2018 el Fiscal general de los Estados Unidos, Jeff Sessions, anunció la implementación inmediata de una «política de cero tolerancia» ante  cualquier ingreso ilegal al territorio de Estados Unidos. Esto incluye la separación de las familias si es que durante su cruce ilegal son acompañadas por infantes.
Según el Departamento de Seguridad Nacional, esta política llevó a la separación de alrededor de 2 000 niños de sus padres en sus primeras seis semanas, aunque otros dijeron que la cifra podría haber sido mucho mayor. En abril y mayo de 2018, un promedio de 45 niños fueron sacados de sus padres por día, con un total de 30 000 niños esperando ser detenidos en agosto de 2018. Según los documentos internos de la Patrulla Fronteriza, el 91 % de los padres cuyos hijos habían sido secuestrados por la fuerza estaban siendo acusados solo de delitos menores.
Tras la detención de inmigrantes por la patrulla fronteriza son detenidos por 72 horas, posterior a ello los adultos son acusados y separados de los infantes, quienes son enviados a diversos centros de detención en el país.
En junio de 2018, la representante de EE. UU., Pramila Jayapal, del séptimo distrito congresional de Washington, habló con mujeres detenidas en el Centro de Detención Federal, instalaciones de SeaTac. Jayapal dijo que las mujeres hablaron de "huir de las amenazas de violación, violencia de pandillas y persecución política". Ella dijo que más de la mitad de las mujeres eran madres que habían sido separadas por la fuerza de sus hijos, algunos de tan solo 12 meses de edad, y dijo que muchos no sabían dónde estaban detenidos sus hijos. Jayapal dijo: "Algunos de ellos oyeron a sus hijos gritar por ellos en la habitación contigua. Ninguno de ellos había podido despedirse ni explicarles lo que estaba sucediendo".
En declaración de Steven Wagner, del Departamento de Salud y Servicios Humanos de Estados Unidos, «Contamos con instalaciones especializadas que se dedican a brindar atención a los niños con necesidades especiales y niños en tierna edad, ya que definimos que los menores de 13 años entrarían en esa categoría».
Se estima que más de dos mil niños han sido separados de sus padres en este proceso.

## Condiciones
Sin embargo, Associated Press identificó centros de detención en donde los infantes son colocados dentro de jaulas ubicadas en almacenes con lonas metálicas para cubrirse.
Los reportes se indica que son instalaciones con paramédicos, limpias, seguras, con luz, educación y tiempo al aire libre. En cambio las condiciones que reportan sobre los niños incluyen estrés, desorientación, histeria y trauma por la separación forzada de sus padres sin un proceso de explicación.

## Reacciones
- Miembros del partido demócrata enviaron una carta exigiendo al presidente Trump el fin de la separación familiar en migrantes.[15]
- Los grupos religiosos han expresado su oposición a la política, incluida la Conferencia de Obispos Católicos de los EE. UU., La Asociación Nacional de Evangélicos,[16] La Iglesia de Jesucristo de los Santos de los Últimos Días,[17] y la Convención Bautista del Sur.[18]
- Esta política ha sido condenada por la Academia Estadounidense de Pediatría, el Colegio Americano de Médicos y la Asociación Estadounidense de Psiquiatría.[19]
- El mismo presidente Trump condenó las medidas pero acusó de ello a la falta de acuerdos entre los demócratas que no le facilitan recursos para el muro fronterizo.[20]
- Activistas de derechos humanos han criticado que la política, en la medida en que también se aplica a los solicitantes de asilo, desafía el artículo 31 de la Convención sobre el Estatuto de los Refugiados de las Naciones Unidas.[21]
- Una sesión parlamentaria fue interrumpida por demócratas con audios de niños llorando que fueron grabados en los centros de detención y exigieron un cambio a la política de tolerancia.[22]

### Reacciones internacionales
- La Oficina del Alto Comisionado de las Naciones Unidas para los Derechos Humanos pidió que la administración Trump "detenga de inmediato" su política de separar a los niños de sus padres,[23][24]
- El Papa Francisco criticó la separación de familias y la calificó de inmoral.[25]
- Luis Videgaray, secretario de relaciones exteriores de México, indicó que solo el 1% de los niños migrantes son separados e indicó que esto es cruel e inhumano.[26]